# Bryggernes Plads
Bryggernes Plads er en plads i Carlsberg Byen, Vesterbro navngivet efter de to brygmestre J.C. Jacobsen og Carl Jacobsen.
Pladsen ligger på den ene side ud til J.C. Jacobsens Gade og på den anden side Ny Carlsberg Vej. I årene 2017-2019 fik pladsen et løft, da den blev belagt med brosten. På pladsen finder man Hotel Otilia, burgerkæden Gasoline grill og en lang række butikker indenfor design samt et underjordisk spa.
I 2024 åbner biografen "Reservoir" på pladsen.
Bryggerens Plads er forbundet med Ottilia Jacobsens Plads gennem gågaden Paulas Passage.
- Bygninger
  - Hotel Ottilia
  - Theodora Hus
  - Bryghuset
  - Gasoline Grill
  - Dahlerups Tårn
  - Caroline Hus

- Bryggernes plads set fra den anden side
- Gasolin Grills neonskilt